# Vînohradne, Kobleve, Mîkolaiiv
Vînohradne (în ucraineană Виноградне) este un sat în comuna Kobleve din raionul Mîkolaiiv, regiunea Mîkolaiiv, Ucraina.

## Demografie
Componența lingvistică a localității Vînohradne
     Ucraineană (77,78%)
     Rusă (11,51%)
     Română (3,57%)
Conform recensământului din 2001, majoritatea populației localității Vînohradne era vorbitoare de ucraineană (77,78%), existând în minoritate și vorbitori de rusă (11,51%), găgăuză (3,57%) și română (3,57%).